# Mount Kooroocheang
Der Mount Kooroocheang ist ein Vulkan, der 14 Kilometer von Creswick entfernt in Victoria, Australien, liegt. Es handelt sich um einen großen Vulkan, der sich 230 Meter über das Gelände und auf 678 Meter über den Meeresspiegel erhebt.
Der Vulkan stellt eine der größten Vulkan-Eruptionen der Newer Volcanics Province dar und zugleich denjenigen Vulkan im zentralen Victoria, der am stärksten erodierte. 
Es wird berichtet, dass sich auf dem Gipfel eine kleine Krateröffnung befindet. Des Weiteren gibt es zwei Nebenkrater: der größere am südwestlichen Fuß und ein kleinerer auf der nordöstlichen Flanke des Berges.
Lava bedeckt den westlichen Abhang und ein breiter Lavafluss floss im Norden des Kraters ab. Als der Vulkan im Ordovizium eruptierte, wurden Gesteinstrümmer ausgeworfen. In der vulkanischen Asche wurden Augit-Kristalle in der Größe von einem Zentimeter gefunden. 
An den Hängen des Vulkankraters bildete sich durch Erosion ein Netzwerk von Rinnen. Ferner befindet sich ein kleiner Steinbruch am unteren südöstlichen Abhang.